# Римский-Корсаков, Владимир Валерианович
Владимир Валерианович Римский-Корсаков (14 июля 1859 — 8 ноября 1933, Вилье-ле-Бель, Франция) — русский офицер, генерал-лейтенант, участник белого движения, директор  Крымского кадетского корпуса в Королевстве сербов, хорватов и словенцев, директор  единственного во Франции русского кадетского корпуса.

## Биография
из дворян Харьковской губернии. В 1877 году окончил Петровский Полтавский кадетский корпус.
В 1879 году окончил Александровское военное училище. Выпущен в лейб-Гвардии Павловский полк.
В 1887 году окончил Александровскую военно-юридическую академию по первому разряду. Перешёл на службу в Военно-Судебное ведомство.
Служил помощником военного прокурора Киевского военно-окружного суда.
С 30 июля 1889 по 10 мая 1897 года — помощник военного прокурора Московского военно-окружного суда.
С 10 мая 1897 по 2 августа 1902 года — военный следователь Московского военного округа.
С 2 августа 1902 — 11 августа 1903 года — военный следователь по особо сложным хозяйственным делам Московского военного округа.
С 11 августа 1903 по 6 декабря 1903 года — военный судья Виленского военно-окружного суда.
Перешёл на службу в Военно-Учебное ведомство и 6 декабря 1903 по 18 апреля 1904 года служил инспектором классов 1-го Московского Императрицы Екатерины II кадетского корпуса.
С 18 апреля 1904 по 1918 года — Директор 1-го Московского императрицы Екатерины II кадетского корпуса. С 22 по 31 декабря 1908 года В. В. Римский-Корсаков в качестве обязательного участника был  представителем от Первого Московского кадетского корпуса на Первом съезде офицеров-воспитателей кадетских корпусов.

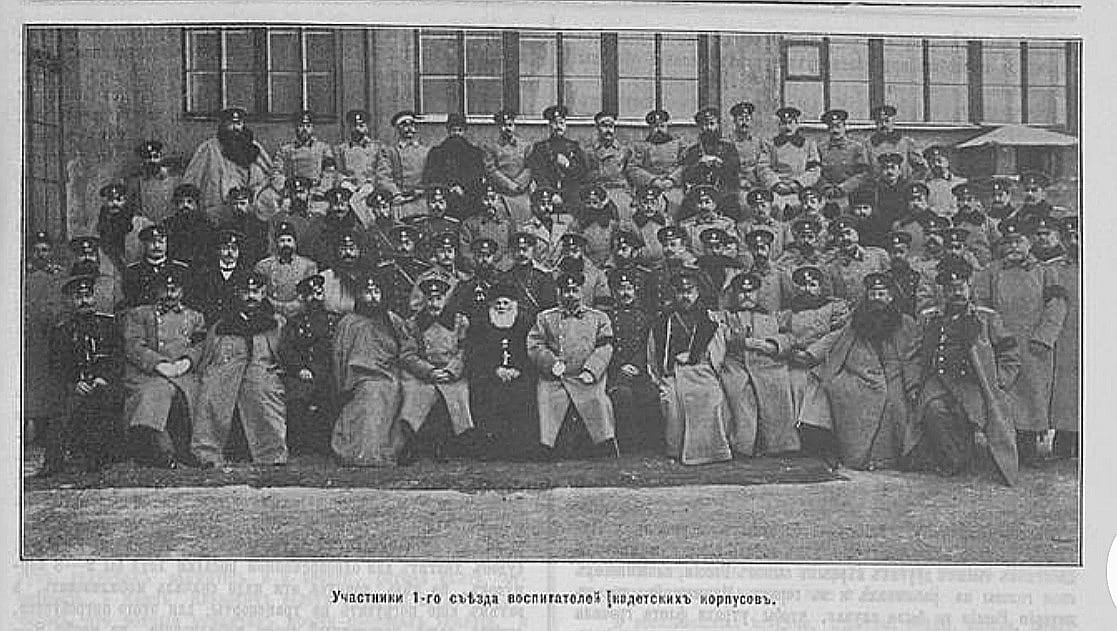
Первый ряд: А. И. Калишевский, Н. А. Хамин, Е. Е. Семашкевич, П. Н. Лазарев-Станищев, В. В. Римский-Корсаков, В. Э. Данкварт, В. А. Шильдер, Л. П. Войшин-Мурдас-Жилинский, Н. А. Радкевич, В. В. Григоров, Н. П. Попов, В. М. Кох. Второй ряд: Н. А. Зотов, М. Л. Салатко-Петрище, Н. Д. Казанцев, К. П. Сангайло, В. В. Цытович, М. А. Трубников, В. И. Греков, А. В. Полторацкий, Г. Ф. Гирс, А. Н. Зауервейд, Е. И. Глотов, А.Ф Вячеслов, И. И. Рыковский, Н. К. Михайловский, В. Д. Языков, А. Л. Вильке, Д. А. Агищев, Н. Н. Бахтин, А. Н. Антонов, Е. А. Заржецкий. Третий ряд: М. А. Угрюмов, Н. Г. Лукирский, В. В. Гаврилович, Ф. В. Гринев, Б. А. Вильбоа, В. П. Дзякович, И. А. Завадский, Г. Д. Дитерихс, М. И. Мягков, В. И. Попов-Азотов, Н. Л. Хитрин, В. О. Плошинский, А. С. Азарьев, Н. Д. Коптев, В. А. Муромцев, Ф. Н. Доннер, В. В. Смирнов, А. Д. Ромашкевич, Н. Н. Купчинский, М. А. Сафонов. Четвёртый ряд: К. К. Лютер, Н. С. Желязовский, В. С. Лавров, Б. А. Гартвиг, А. С. Манучаров, В. И. Бурков, Т. В. Львов, П. П. Шаховской, В. С. Яковлев, В. Д. Чемякин, П. П. Черепанов, И. Г. Денисов, В. В. Татаринов, Н. В. Петров. Санкт-Петербург. 1908 год

В годы Гражданской войны во ВСЮР. С Кавказа весной-летом 1920 года были эвакуированы два кадетских корпуса (Петровский Полтавский и Владикавказский). 9 июня того же года корпуса прибыли в Крым, где местом их пребывания стала Ялта. 22 октября того же года вышел приказ о том, что новое объединенное учебное заведение называется Крымским кадетским корпусом. Директор нового корпуса еще в июле был назначен В. В. Римский-Корсаков.
Эмигрировал с корпусом в Королевство сербов, хорватов и словенцев. С 1 сентября 1920 по 11 декабря 1924 года — Директор Крымского кадетского корпуса в Бела-Цркви.
С 1930 по 1933 год — директор Кадетского корпуса им. Императора Николая II (Вилье-ле-Бель, Франция).
Умер 8 ноября 1933 года во Франции от рака желудка. Похоронен на кадетском участке русского кладбища в Сент-Женевьев-де-Буа.

## Воинские звания
- В службу вступил (09.08.1877)[5]
- Прапорщик гвардии (08.08.1879)
- Подпоручик (30.08.1883)
- Поручик (24.03.1885)
- Штабс-капитан (19.06.1887)
- Капитан (01.06.1888)
- Подполковник (30.08.1890)
- Полковник (30.08.1894)
- Генерал-майор (06.12.1903)
- Генерал-лейтенант (06.12.1909)

## Награды
- Орден Святого Станислава 3-й степени (1893);
- Орден Святой Анны 3-й степени (1896);
- Орден Святого Станислава 2-й степени (1901);
- Орден Святого Владимира 3-й степени (1905);
- Орден Святого Станислава 1-й степени (1908);
- Орден Святой Анны 1-й степени (1913).

## Воспоминания современников
Конец декабря 1920 года. Суровая снежная зима. Маленькая железнодорожная станция в Словении (Югославия), скорее полустанок с длинным названием «Свети Ловренц на Дравеком Полью», где остановился наш товарный поезд, который привез нас в это заброшенное место.
Рядом старый австрийский лагерь Стрнище, окруженный лесами, занесенный снегом, ставший на два года прибежищем для нас кадет, прибывших из России.
Грязные, давно перемонтированные бараки, в которых ещё недавно жили военнопленные. Когда мы поселились в них, там свободно разгуливал холодный ветер. Кровати без матрасов, без подушек и одеял, спали но раздеваясь, укрывшись только шинелью. Нас приехало около шестисот кадет — это был Крымский кадетский корпус. Там можно было найти представителей почти всех кадетских корпусов России. За спиной у них была пережитая революция, годы гражданской войны, эвакуация. Многие из них с оружием в руках участвовали в борьбе с красными *).
Среди них были часто изломаные, уже пережившие трагедии, рано успевшие познакомиться с теневой стороной жизни и со всем тем отрицательным, что несет с собой гражданская война и, конечно, отвыкшие от школьной скамьи. Это была вольница — Запорожская Сечь, — которую обуздать и с которой справиться было не так просто. О дисциплине старых кадетских корпусов нельзя было и говорить.

В общем пришлось все создавать наново: воспитывать, то есть укреплять пошатнувшуюся мораль и дисциплину, а также создавать условия, в которых можно было бы жить и заниматься. И нужно признать, что довольно быстро были достигнуты большие результаты и в этом заслуга, в первую голову, нашего директора, генерала Владимира Валерьяновича Римского-Корсакова, в кадетском обиходе просто нашего «Деда» (Борис Павлов). 

…Сегодня — сорок один год со смерти нашего директора [в корпусе] ген[ерала] Римского-Корсакова, человека, сыгравшего в моей жизни большую роль: открывшего мне русскую поэзию и литературу. Он меня особенно любил, всегда выделял и давал мне тетрадки с переписанными от руки стихами. И это в корпусе, где дальше погон, полков и «русской славы» никто не шёл.

Его смерть была моей первой сознательной встречей со смертью, и притом очень реалистической. Из-за узости коридора в его спальню нельзя было внести гроб, и мы — старшие кадеты — несли его на простыне в корпусную церковь. (Из дневников прот. Александра Шмемана)